# Tadeusz Chudecki
Tadeusz Chudecki (ur. 19 sierpnia 1958 w Szczecinie) – polski aktor filmowy i teatralny oraz podróżnik.

## Życiorys
W 1981 ukończył Państwową Wyższą Szkołę Teatralną w Warszawie. 12 czerwca 1982 miał miejsce jego debiut teatralny. W latach 1982–1988 był aktorem Teatru Ateneum w Warszawie. Następnie zaczął współpracę z teatrami: Komedia, Kamienica i Na Woli.
Był uczestnikiem programu rozrywkowego Star Voice. Gwiazdy mają głos, emitowanego w TVP2 (2020).

### Życie prywatne
Deklaruje znajomość ośmiu języków obcych. Pasjonuje się podróżami. Ma podwójne obywatelstwo: polskie i włoskie.
Był żonaty z Luizą (zm. 2007). W 2014 poślubił Justynę. Ma syna – Szymona.
Z zamiłowania jest podróżnikiem. Odwiedził ok. 140 krajów świata na wszystkich kontynentach. Jeżdżąc po Polsce organizuje bezpłatne spotkania (m.in. w szkołach, domach kultury, czy remizach) z cyklu "Podróże z Chudeckim", gdzie opowiada o swoich zagranicznych wojażach.

## Filmografia

### Aktor
- 1979: Godzina „W” - Kędzierzawy
- 1980: Zrzędność i przekora (spektakl telewizyjny) - lokaj
- 1980: Urodziny młodego warszawiaka - Krzysztof, kolega Jerzego
- 1980: Dom - chłopak na wsi bijący Rajmunda (odc. 1)
- 1980: Burza (spektakl telewizyjny) - chłopak z winiarni
- 1981: Wielki bieg - Janek Druciarek
- 1981: Przedwiośnie (spektakl telewizyjny) - Stangret
- 1981: Hymn do miłości ojczyzny (spektakl telewizyjny) - chłopak
- 1981: Bądź mi opoką (spektakl telewizyjny) - Jan
- 1982: Popielec - Beblok (odc. 1-6)
- 1982: Dolina Issy - Domcio Malinowski
- 1983: Planeta krawiec - Wojtek, chory pacjent w szpitalu
- 1983: Na straży swej stać będę - Orlik
- 1984: W starym dworku, czyli niepodległość trójkątów - Tadzio
- 1984: Trzy stopy nad ziemią - górnik Gienio
- 1984: Lawina - Grzegorz Fitelberg
- 1985: Zrzutka (etiuda szkolna) - Marcin
- 1985: Wkrótce nadejdą bracia - mały
- 1985: Kronika wypadków - ksiądz (odc. pt. Przez dotyk)
- 1985: C.K. Dezerterzy - ordynans kapitana Wagnera
- 1986: Zdarzenie (etiuda szkolna) - świadek wypadku
- 1986: Pies na środku drogi - właściciel psa
- 1986: Gra miłości i śmierci (spektakl telewizyjny) - Horacy
- 1986: Czupurek (spektakl telewizyjny) - Czupurek
- 1988: Skrzypce Rotszylda - złodziej
- 1990: Wieczernik (spektakl telewizyjny) - uczeń
- 1992: Kamyczek - samarytanin
- 1994: Na razie wporządku, mamo! (spektakl telewizyjny) - detektyw
- 1999: Płacz i kwicz - rolnik
- 2000: Duża przerwa - Soplica (odc. 1-2, 6, 8, 12-13, 16)
- 2003: Bao-Bab, czyli zielono mi - chorąży Zdzisław Snopek
- 2004: Polskie miłości - brygadzista Komosa (odc. pt. Cudownie ocalony)
- 2005: Dziki 2: Pojedynek - listonosz (odc. 1-2, 7-10)
- 2007-2012: M jak miłość - Henio Wojciechowski
- 2007: Hela w opałach - Stanisław Złoty (odc. 34)
- 2007: Ekipa - Potulski, poseł PBC (odc. 2, 6-7, 11)
- 2008: Daleko od noszy - detektyw (odc. 165)
- 2008: 39 i pół - dozorca władzio (odc. -6-8, 13, 15, 21, 23)
- 2009: Siostry - ksiądz Walenty (odc. 1-9, 11-13)
- 2009: Na dobre i na złe - Stanisław Ducik (odc. 373-374)
- 2010: Wierność (spektakl telewizyjny) - ks. Jan Sochoń
- 2010: Belcanto - Nikodem Wycech, dyrektor piekarni
- 2011: Układ warszawski - kustosz muzeum (odc. 1)
- 2011: Ojciec Mateusz - Janusz Wejchert (odc. 92)
- 2011: Och, Karol 2 - taksówkarz
- 2013: Wszystko przez nami - kucharz Marco (odc. 1-2, 84-90, 93, 95-99)
- 2013: Czas honoru - chłop Paszkowski (odc. 66, 71, 73)
- 2014: Miasto 44 - szef Wedla
- 2014: Komisarz Alex - Witkowski (odc. 61)
- 2014-2016: Barwy szczęścia - Gabriel Nowak
- 2015: Zakład doświadczalny Solidarność (spektakl telewizyjny) - kierowca Edek
- 2015: Chemia - ginekolog
- 2017: Pod wspólnym niebem - dozorca Paweł Nowopolski / ochroniarz Gaweł Nowopolski (odc. 1, 3-5, 8-9, 11-12)
- 2017: Ojciec Mateusz - biskup Ludwik (odc. 238)
- 2017: O mnie się nie martw - kumpel Brunona Małeckiego (odc. 68)
- 2017: Dwie korony - biskup
- 2017: Druga szansa - mąż Ireny Florczyk (odc. 8 sezon IV)
- 2017: Brat naszego Boga (spektakl telewizyjny) - bezdomny
- 2018: Ślad - Waldemar Anszewski, ojciec Żanety (odc. 25)
- 2018: Prymas Hlond (spektakl telewizyjny) - nuncjusz apostolski Filippo Cortesi
- 2018-2019: Korona królów - podskarbi
- 2019: Polityka - Tadeusz, mąż pani premier
- 2019: Miłość i miłosierdzie - kardynał Ottaviani
- 2020: Reporterzy. Z życia wzięte - redaktor naczelny Andrzej Kaczorowski
- 2020: Osiecka - lekarz (odc. 13)
- od 2020: Klan - Gustaw Kowalski, lekarz pediatra i alergolog; dawny znajomy doktora Tadeusza Koziełły i Anny Surmacz (od odcinka 3729)
- od 2021: 48h. Zaginieni - Roman Kulicki, młodszy inspektor[7][8]

#### Dla dzieci
- 2014: Aureola. Od Stanisława do Karola - zakonnik Nikodem
- 2015: Aureola. Sanktuaria - zakonnik Nikodem

### Dubbing
- 2003: Kaczor Dodgers – jako I.Q. Górny/Wysoki
- 2004: Dom dla zmyślonych przyjaciół pani Foster – jako Point Dexter
- 2005: Jan Paweł II: Nie lękajcie się – jako Stanisław Dziwisz

## Nagrody i wyróżnienia
- 1986: II nagroda na VII Przeglądzie Piosenki Aktorskiej we Wrocławiu[1]
- 1984: Nagroda dla Młodego Aktora na XXIV Festiwalu Polskich Sztuk Współczesnych we Wrocławiu[1]

## Książki
- 2009: Wspaniałe podróże na każdą kieszeń, czyli Europa za 100 euro, Wydawnictwo Publicat, Poznań
- 2011: Dalej w drogę. Łatwe i tanie podróżowanie po Europie, czyli wszystko, co turysta wiedzieć powinien, Wydawnictwo Publicat, Poznań
- 2011: Dekalog za kulisami – wywiad ks. Bartłomieja Króla z Tadeuszem Chudeckim
- 2014: Historia jednej podróży: Azja”, Wydawnictwo Publicat, Poznań
- 2023: Grecja. Subiektywny przewodnik czyli jak przechytrzyć Greka